# Eligiusz Czosnowski
Eligiusz Czosnowski (ur. 25 grudnia 1927 w Swarzędzu, zm. 17 września 2011) – polski botanik, profesor Wydziału Biologii, nauczyciel akademicki Uniwersytetu im. Adama Mickiewicza w Poznaniu.

## Życiorys
W październiku 1956 roku został asystentem w Zakładzie Botaniki Ogólnej Uniwersytetu Poznańskiego. Wraz z bratem docentem Jerzym Czosnowskim, pionierem poznańskiej szkoły kultur in vitro, zajmował się anatomią oraz morfogenezą roślin. Stopień doktora nauk biologicznych uzyskał 11 czerwca 1964 na podstawie pracy „Rozwój woreczka zalążkowego i wczesna embriogeneza u Prunus cerasifera Ehrh.” W październiku 1975 uzyskał stopień doktora habilitowanego. Był przewodniczącym Rady Nadzorczej Fundacji Skansenu Pszczelarskiego i wieloletnim członkiem Polskiego Towarzystwa Botanicznego. Został odznaczony Krzyżem Kawalerskim Orderu Odrodzenia Polski i Złotym Krzyżem Zasługi.
Zmarł w 2011 roku, a jego grób jest w Swarzędzu na cmentarzu przy ul. Poznańskiej.

## Wybrane prace
- E. Czosnowski, Anatomia integumentów Prunus cerasifera Ehrh. Prace Komisji Biologicznej, t. 33, zesz. 9. Poznań 1970.
- E. Czosnowski, F. Młodzianowski, Regeneracja fragmentów dojrzałego zarodka Cuscuta lipuliformis Krock. w hodowli in vitro, R. Modrzejewski, I. Guzowska, M. Zenkteler; Poznańskie Towarzystwo Przyjaciół Nauk. Wydział Matematyczno-Przyrodniczy. Poznań, Państwowe Wydawnictwo Naukowe, 1970, ISSN 0079-4619.